# (6841) Gottfriedkirch
(6841) Gottfriedkirch  es un asteroide perteneciente al cinturón de asteroides, descubierto el 24 de septiembre de 1960 por Cornelis Johannes van Houten, Ingrid van Houten-Groeneveld y Tom Gehrels desde el Observatorio Palomar, en Estados Unidos.

## Designación y nombre
Gottfriedkirch se designó inicialmente como 2034 P-L.
Más adelante fue nombrado en honor al astrónomo alemán Gottfried Kirch (1639-1710).

## Características orbitales
Gottfriedkirch orbita a una distancia media del Sol de 2,2783 ua, pudiendo acercarse hasta 1,9687 ua y alejarse hasta 2,5878 ua. Tiene una excentricidad de 0,1358 y una inclinación orbital de 3,6703° grados. Emplea en completar una órbita alrededor del Sol 1256 días.

## Características físicas
Su magnitud absoluta es 14,5. Tiene 3,759 km de diámetro. Su albedo se estima en 0,238.